# Черепные нервы
Че́репно-мозговы́е не́рвы (лат. nervi craniales; син.: черепны́е не́рвы, головные нервы) — нервы, отходящие от головного мозга позвоночных. У млекопитающих их 12 пар. Их обозначают римскими цифрами по порядку их расположения, каждый из них имеет собственное название.
В русскоязычных источниках довольно часто используется термин «черепномозговые нервы». Согласно анатомической терминологии, принятой в Сан-Паулу в 1997 году, термин обозначен как лат. nervi craniales — черепные нервы. При этом о частоте использования сочетания «черепные нервы» свидетельствует первая фраза соответствующей статьи Большой советской энциклопедии:
черепномозговые нервы, правильнее черепные, головные нервы

## Список нервов
- I пара — обонятельный нерв (лат. nervus olfactorius)
- II пара — зрительный нерв (лат. nervus opticus)
- III пара — глазодвигательный нерв (лат. nervus oculomotorius)
- IV пара — блоковый нерв (лат. nervus trochlearis)
- V пара — тройничный нерв (лат. nervus trigeminus)
- VI пара — отводящий нерв (лат. nervus abducens)
- VII пара — лицевой нерв (лат. nervus facialis)
- VIII пара — преддверно-улитковый нерв (лат. nervus vestibulocochlearis)
- IX пара — языкоглоточный нерв (лат. nervus glossopharyngeus)
- Х пара — блуждающий нерв (лат. nervus vagus)
- XI пара — добавочный нерв (лат. nervus accessorius)
- XII пара — подъязычный нерв (лат. nervus hypoglossus)
- XIII пара — промежуточный нерв (лат. nervus intermedius)

## Развитие черепных нервов в эмбриогенезе
Обонятельные и зрительные нервы развиваются из выпячиваний переднего мозгового пузыря и состоят из аксонов нейронов, которые располагаются в слизистой оболочке полости носа (орган обоняния) или в сетчатке глаза. Остальные чувствительные нервы образуются путём выселения из формирующегося головного мозга молодых нервных клеток, отростки которых образуют чувствительные нервы или чувствительные (афферентные) волокна смешанных нервов. Двигательные черепные нервы сформировались из двигательных (эфферентных) нервных волокон, являющихся отростками клеток двигательных ядер, залегающих в стволе головного мозга. Формирование черепных нервов в филогенезе связано с развитием висцеральных дуг и их производных, органов чувств и редукцией сомитов в области головы.

## Места выхода черепных нервов из мозга
Про I (обонятельный) нерв нельзя сказать, что он «выходит» из мозга, так как он несет только афферентную (чувствительную) информацию. Обонятельный нерв является собранными в обонятельные нити отростками обонятельных клеток слизистой оболочки полости носа. Обонятельные нити через отверстия горизонтальной пластинки решетчатой кости достигают обонятельной луковицы.
Про II (зрительный) нерв также нельзя сказать, что он «выходит» из мозга, по той же причине. Он берёт начало из диска зрительного нерва, расположенного на заднем полюсе глаза. Зрительный нерв проходит в полость черепа через зрительный канал, образованный малым крылом клиновидной кости. В полости черепа зрительные нервы обоих глаз образуют перекрёст (хиазму), причём перекрещивается только часть волокон. Дальше пути волокон называются уже «зрительным трактом».
III (глазодвигательный) нерв выходит с центральной («лицевой») стороны ствола рядом с межножковой ямкой (fossa interpeduncularis).
IV (блоковый) нерв — единственный, выходящий с дорсальной («спинной») стороны ствола, от верхнего края ромбовидной ямки, загибаясь, выходит на вентральную сторону из-под ножек мозга.
V (тройничный) нерв выходит с вентральной стороны варолиева моста.
Нервы с VI по VIII выходят также на вентральной стороне ствола мозга между продолговатым мозгом и мостом, от краев к центру подряд, причем VII и VIII лежат близко друг к другу на «углу» продолговатого мозга, а VI (отводящий) — на уровне переднебоковой борозды.
Нервы с IX по XII выходят из продолговатого мозга на вентральной стороне. Несколько особенно стоит XI (добавочный) нерв — он объединяет в себе, кроме головной части, некоторые корешки спинного мозга. Нервы с IX по XI выходят с латеральной поверхности продолговатого мозга, снизу вверх подряд.
XII (подъязычный) нерв выходит из переднебоковой борозды (лат. sulcus ventrolateralis).

## Ядра черепных нервов
| Характер ядра | Нерв            | Характер иннервации            | Иннервация органа | Функция |
| --- | --------------- | ------------------------------ | --- | --- |
| Крупноклеточное ядро глазодвигательного нерва (парное) (лат.nucleus nervi oculomotorii)                                  | III пара        | двигательное                   | мышцу поднимающую верхнее веко, верхнюю, нижнюю и медиальную прямые мышцы глаза, нижнюю косую мышцу глаза                                                                       | движение глаз, поднятие верхнего века |
| Мелкоклеточное ядро глазодвигательного нерва (син. ядро Якубовича), парное (лат. nucleus accessorius nervi oculomotorii) | III пара        | парасимпатическое              | мышцу суживающую зрачок (лат. m.sphincter pupillae), ресничную мышцу (лат. m.ciliaris)                                                                                          | сужение зрачка и аккомодация глаза |
| Мелкоклеточное непарное ядро глазодвигательного нерва (син. ядро Перлиа)                                                 | III пара        | двигательное, конвергенционное | медиальная прямая мышца глаза | одновременное приближение к срединной плоскости (конвергенция) |
| Ядро блокового нерва (лат. nucleus nervi trochlearis)                                                                    | IV пара         | двигательное                   | верхнюю косую мышцу (лат. m.obliquus superior) | отведение глаза вбок и вниз |
| Ядро спинального тракта тройничного нерва (лат. nucleus tractus spinalis n.trigemini)                                    | V пара          | чувствительное                 | лицо | поверхностную (болевую и тактильную) чувствительность |
| Ядро глубокой чувствительности тройничного нерва (лат. nucleus sensorius principalis n.trigemini)                        | V пара          | чувствительное                 | лицо | глубокую (проприоцептивную) чувствительность |
| Двигательное ядро тройничного нерва (лат. nucleus motorius (masticatorius) n.trigemini)                                  | V пара          | двигательное                   | жевательные мышцы (жевательную, височную, латеральную и медиальную крыловидные, челюстно-подъязычную мышцы, переднее брюшко двубрюшной мышцы и мышцу, натягивающую мягкое небо) | жевание |
| Ядро отводящего нерва (лат. nucleus n.abducentis)                                                                        | VI пара         | двигательное                   | латеральную прямую мышцу (лат. m.rectus lateralis) | отведение глазного яблока вбок |
| Ядро лицевого нерва (лат. nucleus n.facialis)                                                                            | VII пара        | двигательное                   | мимическую мускулатуру | мимику |
| Ядро одиночного пути (лат. nucleus tractus solitarius)                                                                   | IX,X, XIII пары | чувствительное                 | язык (вкусовые рецепторы) | вкус |
| Верхнее слюноотделительное ядро (лат. nucleus salivatorius superior)                                                     | XIII пара       | парасимпатическое              | слёзную железу, поднижнечелюстную и подъязычную слюнные железы | слёзовыделение, слюновыделение |
| Переднее и заднее улитковые ядра (лат. nuclei cochleares anterior et posterior)                                          | VIII пара       | чувствительное                 | внутреннее ухо (слуховые рецепторы) | слух |
| Вестибулярные ядра (верхнее, латеральное, медиальное и нижнее) (лат. nuclei vestibulares)                                | VIII пара       | чувствительное                 | внутреннее ухо (вестибулярные рецепторы) | вестибулярный аппарат |
| Двоякое ядро (лат. nucleus ambiguus)                                                                                     | IX, Х и XI пары | двигательное                   | мышцы мягкого нёба, глотки и гортани | жевание, голос, артикуляцию |
| Нижнее слюновыделительное ядро (лат. nucleus salivatorius inferior)                                                      | IX пара         | парасимпатическое              | околоушная железа | слюновыделение |
| Чувствительное ядро языкоглоточного и блуждающего нервов (лат. nucleus alae cinereae)                                    | IX и X пары     | чувствительное                 | ротовая полость, полость среднего и внутреннего уха | общую чувствительность указанных областей |
| Заднее ядро блуждающего нерва (лат. nucleus dorsalis n.vagi)                                                             | X пара          | парасимпатическое              | сердечную мышцу, гладкие мышцы лёгких, бронхов, желудка и кишечника | сердечный ритм, выделение желёз внутренней секреции желудочно-кишечного тракта, тонус гладких мышц бронхов                                                                   |
| Ядро добавочного нерва (лат. nucleus n.accessorii)                                                                       | XI пара         | двигательное                   | трапециевидную и грудино-ключично-сосцевидную (лат. m.sternocleidomastoideus)                                                                                                   | повороты головы, приподнимание плеча, лопатки и акромиальной части ключицы кверху (пожимание плечами), оттягивание плечевого пояса назад и приведение лопатки к позвоночнику |
| Ядро подъязычного нерва (лат. nucleus n.hypoglossi)                                                                      | XII пара        | двигательное                   | мышцы языка и круговая мышца рта | движение языка, глотание. |

## Функции черепных нервов

### Обонятельный нерв
Обонятельный нерв (обонятельные нервы) (лат. nervus olfactorius) — первый из черепных нервов, отвечающий за обонятельную чувствительность.

### Зрительный нерв
Зри́тельный нерв (лат. Nervus opticus) — вторая пара черепных нервов, по которым зрительные раздражения, воспринятые чувствительными клетками сетчатки, передаются в головной мозг.

### Глазодвигательный нерв
Глазодвигательный нерв (лат. nervus oculomotorius) — III пара черепных нервов, отвечающая за движение глазного яблока, поднятие века, реакцию зрачков на свет.

### Блоковый нерв
Блоковый нерв (лат. nervus trochlearis) — IV пара черепных нервов, которая иннервирует верхнюю косую мышцу (лат. m.obliquus superior), которая поворачивает глазное яблоко кнаружи и вниз.

### Тройничный нерв
V (тройничный) нерв (лат. nervus trigeminus) является смешанным. По трём его ветвям (ramus ophthalmicus — V1, ramus maxillaris — V2, ramus mandibularis — V3) через Гасеров узел (ganglion trigeminale) идет информация от верхней, средней и нижней третей лица соответственно. Каждая веточка несёт информацию от мышц, кожных и болевых рецепторов каждой трети лица. В Гасеровом узле информация сортируется по типу, и уже информация от мышц всего лица идет в чувствительное ядро тройничного нерва, расположенный большей частью в среднем мозге (частично заходит в мост); кожная информация от всего лица идет в «главное ядро» (nucleus pontinus nervi trigemini), расположенное в мосту; а болевая чувствительность — в nucleus spinalis nervi trigemini, идущий от моста через продолговатый мозг в спинной.
Тройничному нерву принадлежит также двигательное ядро (лат. nucleus motorius nervi trigemini), залегающее в мосте и отвечающее за иннервацию жевательных мышц.

### Отводящий нерв
Отводящий нерв (лат. nervus abducens) — VI пара черепных нервов, которая иннервирует латеральную прямую мышцу (лат. m. rectus lateralis) и отвечает за отведение глазного яблока.

### Лицевой нерв
Лицевой нерв (лат. nervus facialis), седьмой (VII) из двенадцати черепных нервов, выходит из мозга между варолиевым мостом и продолговатым мозгом. Лицевой нерв иннервирует мимические мышцы лица. Также в составе лицевого нерва проходит промежуточный нерв, ответственный за иннервацию слёзной железы, стременной мышцы и вкусовой чувствительности двух передних третей языка.

### Преддверно-улитковый нерв
Преддверно-улитковый нерв (лат. nervus vestibulocochlearis) — восьмой  нерв (VIII) из двенадцати черепных нервов, специальной чувствительности, отвечающий за передачу слуховых импульсов и импульсов, исходящих из вестибулярного отдела внутреннего уха.

### Языкоглоточный нерв
Языкоглоточный нерв (лат. nervus glossopharyngeus) — IX пара черепных нервов. Является смешанной. Обеспечивает:
- двигательную иннервацию шилоглоточной мышцы (лат. m. stylopharyngeus), поднимающую глотку
- иннервацию околоушной железы (лат. glandula parotidea) обеспечивая её секреторную функцию
- общую чувствительность глотки, миндалин, мягкого нёба, евстахиевой трубы, барабанной полости
- вкусовую чувствительность задней трети языка.

### Блуждающий нерв
Блуждающий нерв (лат. nervus vagus) — X пара черепных нервов. Является смешанной. Обеспечивает:
- двигательную иннервацию мышц мягкого нёба, глотки, гортани, а также поперечно-полосатых мышц пищевода
- парасимпатическую иннервацию гладких мышц лёгких, пищевода, желудка и кишечника (до селезёночного изгиба ободочной кишки), а также мышцы сердца. Также влияет на секрецию желез желудка и поджелудочной железы
- чувствительную иннервацию слизистой оболочки нижней части глотки и гортани, участка кожи за ухом и части наружного слухового канала, барабанной перепонки и твёрдой мозговой оболочки задней черепной ямки.

Дорсальное ядро блуждающего нерва nucleus dorsalis nervi vagi располагается в продолговатом мозге латеральнее ядра подъязычного нерва.

### Добавочный нерв
Добавочный нерв (лат. nervus accessorius) — XI пара черепных нервов. Содержит двигательные нервные волокна, иннервирующие мышцы, ответственные за повороты головы, приподнимание плеча и приведение лопатки к позвоночнику.

### Подъязычный нерв
Подъязычный нерв (лат. nervus hypoglossus) — XII пара черепных нервов. Отвечает за движение языка.

## История названий нервов
| Нерв                                                              | Этимология названия | Впервые назван                                                                              | Учёный, давший название    | Причина названия |
| ----------------------------------------------------------------- | --- | ------------------------------------------------------------------------------------------- | -------------------------- | --- |
| Терминальный нерв (лат. nervus terminalis)                        | от лат. terminalis — крайний | 1905                                                                                        | Альберт Уильям Лоси        | Нерв сначала был назван дополнительным обонятельным, однако из-за неизучённости функций его название изменили на терминальный, из-за близости к терминальной пластинке головного мозга                     |
| Обонятельный нерв (лат. nervus olfactorius)                       | классическое лат. olfacere — нюхаю, постклассическое olfactorius (два суффикса -tor (суффикс, для образования существительного от определённого глагола) и -ius (указывает на принадлежность к функции)) | 1651                                                                                        | Томас Бартолин             | Нерв получил своё название из-за связи с функцией обоняния |
| Зрительный нерв (лат. nervus opticus)                             | от др.-греч. ὀπτικός (optikos) | точно не известно; Гален указывает, что некоторые его современники называли нерв зрительным | ????                       | Нерв назван так из-за принадлежности к функции зрения |
| Глазодвигательный нерв (лат. nervus oculomotorius)                | постклассическое латинское слово, комбинированное из двух латинских слов: oculus — глаз и motore — двигаю; также добавлены два суффикса: -tor и -ius                                                     | 1783                                                                                        | Иоганн Пфеффингер          | Назван так за свою функцию (иннервирует мышцы глазного яблока и, таким образом, движет ими) |
| Блоковый нерв (лат. nervus trochlearis)                           | от лат. trochlea — блок | 1670                                                                                        | Уильям Молинс              | Нерв назван так потому что он иннервирует верхнюю косую мышцу, сухожилие которой делает перегиб, напоминающий блок                                                                                         |
| Тройничный нерв (лат. nervus trigeminus)                          | от лат. trigeminus — тройничный | 1732                                                                                        | Якоб Винслов               | Название получил из-за своей формы: основной ствол, который выходит из мосто-мозжечкового угла, делится на три массивные ветви                                                                             |
| Отводящий нерв (лат. nervus abducens)                             | от лат. abducere — отводить, с добавлением суффикса -ens, характерного для несовершенных причастий | 1778                                                                                        | Самуэль Томас Зёммеринг    | Нерв получил название из-за функции, которую обеспечивает, а именно отвода глаза наружу |
| Лицевой нерв (лат. nervus facialis)                               | от лат. faciei — лицо; постклассическое facialis — то, что относится к лицу | 1778                                                                                        | Самуэль Томас Зёммеринг    | Своё название нерв получил через иннервацию мимических мышц лица |
| Промежуточный нерв (лат. nervus intermedius) часть лицевого нерва | от лат. intermedius — промежуточный | 1778                                                                                        | Генрих Август Вризберг     | Из-за близкого расположения лицевого и преддверно-улиткового нервов их долго считали одним нервом; в этом случае промежуточный нерв рассматривался как связующая веточка между ними, то есть промежуточная |
| Преддверно-улитковый нерв (лат. nervus vestibulocochlearis)       | от лат. vestibulum — вестибюль; от лат. cochlea — завиток, закрутка и суффикс -aris | 1961                                                                                        | Коллегия при просмотре PNA | Название пошло от двух анатомических структур, с которыми нерв связывается во внутреннем ухе |
| Языкоглоточный нерв (лат. nervus glossopharyngeus)                | от др.-греч. γλῶσσα (glossa) — язык и от др.-греч. φάρυγξ (pharynx) — глотка, горло | 1753                                                                                        | Альбрехт фон Галлер        | Название пошло от того, что анатомы, которые исследовали нерв, описывали, что он вплетается в глотку и корень языка                                                                                        |
| Блуждающий нерв (лат. nervus vagus)                               | от лат. vagus — блуждающий, бродячий, странствующий | 1651                                                                                        | Томас Бартолин             | Нерв получил своё название из-за длины и большого ветвления в теле человека |
| Добавочный нерв (лат. nervus accessorius)                         | от постклассического латинского слова accesorius — добавочный | 1666                                                                                        | Томас Уиллис               | Через близкое расположение к блуждающему нерву и веточки к нему рассматривался как «приложение» к современной X паре                                                                                       |
| Подъязычный нерв (лат. nervus hypoglossus)                        | от др.-греч. γλῶσσα (glossa) — язык и с добавлением префикса hypo- — под- | 1732                                                                                        | Якоб Винслов               | Характеризует отношение к функции языка и анатомическое размещение |
| Примечания:                                                       | |                                                                                             |                            | |